# La noche de los generales
La noche de los generales (en francés, La Nuit des généraux; en inglés, The Night of the Generals) es una película francobritánica dirigida por Anatole Litvak estrenada en 1967. La producción cinematográfica está basada en una novela homónima del escritor alemán Hans Hellmut Kirst.

## Argumento
Historia de suspenso desarrollada durante la Segunda Guerra Mundial sobre un general nazi que se convierte en un asesino en serie. Una prostituta aparece brutalmente asesinada en la Varsovia ocupada por los nazis, en diciembre de 1942. El Mayor Grau es el encargado de investigar el caso, dado que la mujer era una agente alemana. En sus pesquisas descubre que el asesino es un general, aunque no sabe quién. La investigación reduce el número de sospechosos a tres generales; el general Tanz, quien llegó a Varsovia el día del asesinato, el general von Seydlitz-Gabler, comandante del 7° cuerpo, y el general Kahlenberge,  jefe de Estado Mayor de von Seydlitz-Gabler. Durante dos años, el crimen permanece sin resolver, hasta que el criminal actúa de nuevo en julio de 1944, en París, volviendo a sacar a la luz el inquietante misterio.

## Reparto
- Peter O'Toole como el general Tanz
- Christopher Plummer como el Mariscal de Campo (Generalfeldmarschall) Rommel
- Omar Sharif como el Mayor Grau
- Tom Courtenay como el Soldado de Primera Kurt Hartmann
- Donald Pleasence como el Mayor General Kahlenberg
- Joanna Pettet como Ulrike von Seydlitz-Gabler
- Philippe Noiret como el Inspector Morand
- Charles Gray como el general von Seydlitz-Gabler
- Coral Browne como Eleanore von Seidlitz-Gabler
- John Gregson como el coronel Sandauer
- Nigel Stock como el sargento Otto Kopkie
- Gordon Jackson